# Duc Cheng de Lu
Duc Cheng de Lu (鲁成公) va ser el fill del Duc Xuan de Lu 鲁宣公 i el vint-i-unè governant de l'Estat de Lu durant el període de Primaveres i Tardors. Ell va mantenir la posició durant 18 anys, del 590 al 573 aEC. El seu nom era Heigong 黑肱 (el seu nom atorgat significa Heigong "braç negre").
| Duc Cheng de Lu Estat de Lu  |                           |                              |
| Precedit per: Duc Xuan de Lu | Ducat de Lu 828 – 782 aEC | Succeït per: Duc Xiang de Lu |